# Prix Haldun Taner pour la nouvelle
Le prix Haldun Taner pour la nouvelle (en turc Haldun Taner Öyku Ödülü) est un prix littéraire turc dédié aux nouvelles, organisé par le quotidien Milliyet à la mémoire de l'écrivain Haldun Taner (en) depuis 1987. 
Le prix est décerné à une nouvelle choisie dans les livres de nouvelles publiés cette année-là ou des nouvelles nouvellement écrites et inédites. Le prix est décerné à l'écrivain de la nouvelle, déterminée par le comité de sélection comme étant la meilleure nouvelle de cette année parmi les candidats au prix. Le jury peut attribuer le prix à l'auteur d'une nouvelle ou le répartir entre trois personnes maximum. L'épouse de Haldun Taner, Demet Taner, est un membre naturel du comité de sélection,. L'écrivain gagnant reçoit 25 000 TL et une plaque,.

## Liste des lauréats
| Année | Écrivain               |
| 1987  | Tomris Uyar            |
| 1987  | Murathan Mungan        |
| 1987  | Nedim Gürsel           |
| 1988  | Nazlı Eray             |
| 1989  | Kürşat Başar           |
| 1990  | Mario Levi             |
| 1991  | Ali Teoman             |
| 1991  | Adnan Özyalçıner       |
| 1992  | Didem Uslu             |
| 1992  | Yavuzer Çetinkaya      |
| 1993  | Erhan Bener            |
| 1994  | Zeyyat Selimoğlu       |
| 1994  | Muzaffer Buyrukçu      |
| 1995  | Ayşe Kulin             |
| 1996  | Selma Fındıklı         |
| 1997  | Necati Tosuner         |
| 1998  | Mehmet Zaman Saçlıoğlu |
| 1999  | non décerné            |
| 2000  | Ayşe Kilimci           |
| 2001  | Özen Yula              |
| 2002  | Yiğit Okur             |
| 2003  | non décerné            |
| 2004  | Faruk Duman            |
| 2005  | Yavuz Ekinci           |
| 2006  | Sibel Türker           |
| 2007  | Hasan Özkılıç          |
| 2008  | Murat Özyaşar          |
| 2009  | Yekta Kopan            |
| 2010  | Behçet Çelik           |
| 2011  | Kerem Işık             |
| 2012  | Neslihan Önderoğlu     |
| 2013  | Berna Durmaz           |
| 2014  | Hande Gündüz           |
| 2015  | non décerné            |
| 2016  | Ömür İklim Demir       |
| 2017  | non décerné            |
| 2018  | Kamil Erdem            |
| 2019  | non décerné            |
| 2020  | Nurhan Suerdem         |
| 2021  | Eyüp Aygün Tayşir      |
| 2022  | Burçe Bahadır          |
| 2023  | Polat Özlüoğlu         |
| 2024  | Tuncer Erdem           |